# Panicum fischeri
Panicum fischeri är en gräsart som beskrevs av Norman Loftus Bor. Panicum fischeri ingår i släktet vipphirser, och familjen gräs. Inga underarter finns listade i Catalogue of Life.